# 马雷谢
马雷谢（法語：Maresché，法語發音：[maʁɛʃe]）是法国萨尔特省的一个市镇，属于马梅尔斯区。

## 地理
马雷谢（48°12'44"N, 0°9'13"E）面积15.01 平方千米，位于法国卢瓦尔河地区大区萨尔特省，该省份为法国西北部内陆省份，北起顺时针与奥恩省、厄尔-卢瓦省、卢瓦-谢尔省、安德尔-卢瓦尔省、曼恩-卢瓦尔省和马耶讷省接壤，是法国大西部的入口，连接卢瓦尔河谷、布列塔尼和巴黎盆地。
与马雷谢接壤的市镇（或旧市镇、城区）包括：维万、泰耶、阿塞勒里布勒、萨尔特河畔博蒙、卢塞苏巴隆、圣马索。
马雷谢的时区为UTC+01:00、UTC+02:00（夏令时）。

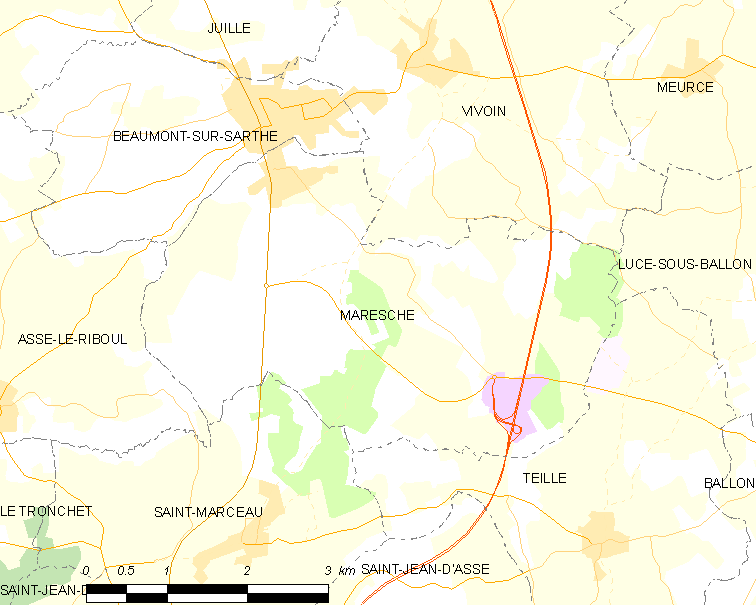
马雷谢的OSM定位图

## 行政
马雷谢的邮政编码为72170，INSEE市镇编码为72186。

## 政治
马雷谢所属的省级选区为锡耶勒纪尧姆县。

## 人口

1962-2008年间马雷谢人口变化图示

马雷谢于2022年1月1日时的人口数量为879人。